# Ricordi
Ricordi ist ein Musikverlag in Italien (Casa Ricordi) mit Zweigstellen in Deutschland (G. Ricordi & Co. Bühnen- und Musikverlag GmbH in Berlin und München) und London (G. Ricordi & Co. Ltd.), gegründet 1808 von dem Geiger Giovanni Ricordi (1785–1853) in Mailand. Ricordi verlegt unter anderem die Werke der wichtigsten italienischen Opernkomponisten, wie z. B. Giuseppe Verdi, Gioachino Rossini oder Giacomo Puccini.

## Geschichte
Giovanni Ricordi schloss Verträge mit Opernhäusern und Orchestern, ging auf die Komponisten zu und versprach großzügige Tantiemen. Bislang bekamen diese normalerweise nichts für die Wiederaufführung ihrer Werke. Er gründete den Verlag „G. Ricordi & Co.“, der bald die Werke der wichtigsten italienischen Komponisten vertrieb, darunter Rossini, Donizetti, Bellini, Giuseppe Verdi und Giacomo Puccini.
1825 erwarb Ricordi das gesamte Archiv des Mailänder Theaters La Scala. 1830 schloss er den Copyright-Vertrag mit Giuseppe Verdi, eine folgenschwere Entscheidung für die Zukunft des Verlages. Innerhalb kürzester Zeit wurde Casa Ricordi marktführend und nach Übernahme wichtiger Konkurrenten auch marktbeherrschend. Vor allem mit Verdi, aber auch mit den italienischen Rechten an Wagner und anderen wichtigen internationalen Komponisten erzielte der Verlag große Umsätze. Ricordi gründete 1842 die bedeutende Musikzeitschrift Gazzetta Musicale di Milano und unterstützte das Musikwesen im großen Stil.
Als Giovanni Ricordi 1853 starb, übernahm sein Sohn Tito Ricordi die Verlagsleitung. Ab 1864 expandierte der Musikverlag zunächst nach Neapel, 1865 nach Florenz, 1871 nach Rom, 1878 nach London, und 1888 nach Palermo und Paris. So gehörten ihm nun auch wichtige Vertreter der französischen Grand Opera, wie Massenet an. Nach dem Tode Tito Ricordis 1888 übernahm dessen Sohn Giulio Ricordi (1840–1912) die Verlagsleitung. Sein Sohn Tito Ricordi (1865–1933) übernahm 1912 die Leitung und gab sie 1912 an Carlo Clausetti (1869–1943) ab. Dieser leitete Ricordi bis zum 20. Juni 1940.
1901 eröffnete Ricordi eine Dependance in München, die 2013 nach Berlin umsiedelte.
1883 bis 1915 gab Ricordi die Biblioteca di rarità musicali heraus.
1956 wurde die in Generationen als Familienbetrieb geführte Firma in eine öffentliche Gesellschaft gewandelt. Von 1994 bis 2006 gehörten die Ricordi Musikverlage zur Bertelsmann AG, seit 2007 sind sie Teil der zu Vivendi gehörenden Verlagsgruppe Universal Music Publishing. 
Das Verlagsarchiv verblieb bei Bertelsmann. Es reicht mehr als 200 Jahre zurück und ist mit seinen mehr als 5000 Partituren (darunter Originalhandschriften von Verdi und Puccini) und 15.000 Briefen eines der bedeutendsten Musikarchive der Welt.
Zum Repertoire des Musikverlags Ricordi gehören heute unter anderem kritische Editionen von Vincenzo Bellini, Gaetano Donizetti, Gioachino Rossini, Giuseppe Verdi und Giacomo Puccini. Zudem vertritt Ricordi Komponisten wie Luigi Nono, Edgar Varèse, Gérard Grisey, Olga Neuwirth, Heiner Goebbels, Enno Poppe und Luca Francesconi.